# Bernard Barker
Pour les articles homonymes, voir Barker.
Bernard Leon Barker, né le 17 mars 1917 à La Havane (Cuba) et mort le 5 juin 2009 à Miami (Floride, États-Unis), est un des cinq anciens « plombiers » de l'affaire du Watergate, qui a abouti à la démission du président Richard Nixon en 1974.
Bernard Barker, également ancien agent de la CIA, avait été impliqué en 1961 dans le fiasco du débarquement de la baie des Cochons à Cuba, une tentative d'invasion de l'île communiste orchestrée par Washington. C'est en participant aux opérations de la Brigade 2506, le groupe des exilés cubains soutenus par la CIA, qu'il rencontra Howard Hunt.